# La batalla del Britpop
La batalla del britpop fue el título no oficial que se le dio en los años 1990 a la disputa en las listas de ventas entre las bandas británicas de rock Blur y Oasis. Ambas agrupaciones lograron un éxito comercial masivo durante esta época, y se combatía principalmente en quien obtenía la mayor cantidad de ventas tanto con sus álbumes como sus sencillos.

## Orígenes
Los diferentes estilos de las bandas (los miembros de Oasis provenían de la clase obrera y del norte, y los miembros de Blur eran de clase media y del sur de Inglaterra) fue una de la razones de la rivalidad, ya que eran en ese entonces las dos bandas más importantes del Reino Unido y representantes del género britpop.
Se dice que todo empezó cuando en una fiesta Liam Gallagher se burló de Damon Albarn gritándole «Number 1, Number 1» después de que el sencillo de Oasis, «Some Might Say» alcanzara el primer puesto en las listas de venta británicas.

## La batalla
Comenzó cuando ambas bandas decidieron sacar sus sencillos el mismo día (en realidad Blur adelantó el suyo para que coincidieran), el 14 de agosto de 1995. Este evento alcanzó una gran divulgación mediática, tanto que se hablaba de este tema en los noticieros. En el documental The Britpop History, John Harris remarca, «Blur movió el sencillo una semana para atrás, y en ese momento, el país se volvió loco».
El día que se anunciaban los charts, el 20 de agosto, la BBC comunicó que la expectativa había sido alta, porque la gente quería saber el ganador. Al final la batalla la ganó Blur por un margen de 58 000 ventas. «Country House» vendió 274 000 copias contra las 216 000 de «Roll With It». Vale aclarar que «Roll With It» era el segundo sencillo del álbum de Oasis y que «Country House» era el primero. También el sencillo de Blur tenía dos ediciones con diferentes lados B por lo que muchos fanáticos compraron ambas. Además, Liam declaró: «Los de Blur practican actos sexuales entre ellos, no tienen las bolas suficientes para ser los número 1» lo que tensionó más el ambiente.
No ayudó que durante la presentación en vivo de Top of the Pops del sencillo antes mencionado, el bajista Alex James vistió una camiseta con el logo de Oasis en tono de broma. Días después, Noel Gallagher aceptó una entrevista con el periódico The Observer donde tuvo tiempo para dirigirse a Blur. Mientras que expresó su agrado hacia el baterista Dave Rowntree y al guitarrista Graham Coxon, también comentó: «Odio a Damon y a Alex. Espero que contraigan sida y mueran». Noel se disculparía poco después mediante la prensa y les desearía una larga y saludable vida.

## Septiembre de 1995 en adelante
En septiembre de 1995, Blur sacó a la venta el álbum The Great Escape, que alcanzó la cima de los charts con muy buenas críticas. Al mes siguiente, Oasis lanza el disco (What's the Story) Morning Glory?, que se convertiría en el segundo disco más vendido en la historia del Reino Unido. En el momento, dicho álbum recibió reacciones tibias por parte de la crítica, pero con el paso del tiempo, dichas opiniones fueron elevándose, hasta ser considerado como uno de los álbumes más importantes de los años 90. Comercialmente, este disco fue mucho más exitoso que The Great Escape, en Gran Bretaña el álbum de Blur alcanzó el triple platino mientras que el de Oasis llegó a los catorce.
También, Blur no pudo tener éxito en Estados Unidos por tener un sonido «demasiado inglés», y donde sus rivales tuvieron un éxito particular. Al año siguiente Oasis ya era reconocido como la gran banda de Gran Bretaña y la que más atención mediática atraía, seguramente por la prepotente actitud de sus integrantes y los famosos comentarios despectivos de Liam Gallagher. Más tarde se presentaron en Knebworth en dos noches consecutivas ante más de 250 000 personas. Estos conciertos fueron los más masivos al aire libre en la historia británica.
Para el año siguiente, Blur lanza su quinto álbum homónimo en 1997, cambiando el característico sonido del grupo por uno más agresivo y emocional, inspirado en parte por bandas de indie rock como Pavement, tratando de separarse del movimiento britpop. Blur alcanzó críticas positivas por parte de la prensa estadounidense, al trascender el sonido previo por el que se caracterizaron, aunque en el momento, la prensa británica tuvo opiniones mixtas sobre el álbum. Por su parte, Oasis lanza su tercer disco, Be Here Now, con los sencillos «D'You Know What I Mean?», «Stand by Me» y «All Around the World», todas alcanzando el Top 3 de las listas británicas. El álbum se convirtió en el más vendido en la primera semana en la historia del Reino Unido, y se volvió en un éxito comercial instantáneo. En un inicio, el álbum recibió críticas mayormente positivas por parte de la prensa y la crítica. Sin embargo, a diferencia de su predecesor, la recepción del disco fue empeorando y su sonido más criticado a medida que pasaba el tiempo, ya que su reedición de 2016 no logró las mismas opiniones positivas las cuales alcanzó en 1997. Dichas críticas se concentraron mayormente por las decisiones hechas en la producción y por la excesiva duración de las canciones (una media de más de 6 minutos).
Para finales de los noventa, la popularidad del britpop fue decayendo, en parte por bandas como Radiohead, Coldplay o The Verve, las cuales adoptaron un sonido más alternativo y lograron gran recepción positiva fuera de su país de origen. A partir de esto, se creó un nuevo subgénero llamado post-britpop, el cual lleva influencias de ambos, Oasis y Blur, junto a un sonido más indie rock estadounidense y experimental.
En cuanto a Blur, en 1999 lanzaron el álbum 13. Innovador, el álbum recibió críticas positivas en general, por lo que la batalla estaba musicalmente ganada por parte de Blur, a pesar de la aplastante victoria comercial de Oasis.

## Eventos recientes
Blur anunció su reunión de todos sus miembros originales en mayo de 2007. Se esperaba que lanzasen un nuevo álbum a principios de 2008. También, Oasis trabajaba sobre su nuevo álbum desde julio. Noel Gallagher ha declarado al respecto:

Esperamos que el disco este terminado a mediados de noviembre, para poderlo lanzar antes de finalizar el año, aunque me estoy enterando de que Blur tiene pensado lanzar su nueva producción cuando comience el año y me gustaría lanzarlo el mismo día que ellos para demostrarles que seguimos siendo mejores y por que una banda ya no debe regresar después de su ruptura.

La prensa británica hablaba de una posible «segunda batalla», sin embargo, el 28 de agosto de 2009, un año después de lanzar su álbum Dig Out Your Soul, Oasis se disolvió tras una pelea entre bastidores de los hermanos Liam y Noel Gallagher. Blur por otra parte, en 2010 lanzarían un nuevo sencillo llamado «Fool's Day», la recepción del muy esperado sencillo fue en general positiva, y en 2015 lanzarían su último álbum de estudio después de 12 años llamado The Magic Whip. Tras su lanzamiento, el disco fue recibido con aplausos tanto por la prensa musical como por los principales medios de comunicación.